# 대한민국 형법 제285조
대한민국 형법 제285조는 협박 상습범에 대한 형법각칙의 조문이다.

## 조문
제285조(상습범) 상습으로 제283조제1항, 제2항 또는 전조의 죄를 범한 때에는 그 죄에 정한 형의 2분의 1까지 가중한다.

第285條(常習犯) 常習으로 第283條第1項, 第2項 또는 前條의 罪를 犯한 때에는 그 罪에 定한 刑의 2分의 1까지 加重한다.

## 참고 문헌
- 김재윤, 손동권, 『새로운 형법각론』, 율곡출판사, 2013. ISBN 978-89-974283-4-2

## 같이 보기
- 협박죄
- 상습범
- 공갈죄